# Alive in Lisboa
Alive in Lisboa é o primeiro registo ao vivo da cantora portuguesa Sara Tavares, lançado em 2008. Foi lançado em formato duplo com um DVD bônus.

## Faixas

### CD 1
1. Balancê
2. Born Feeling
3. Lisboa Kuya
4. Esa Amor
5. One Love
6. Poka Terra
7. Amor E
8. Dam Bo
9. Guisa
10. Planeta Sukri
11. Novidadi
12. Muna Xeia
13. De Nua

### CD 2
1. Mi Ma Bo (Bo Ma Mi)
2. Tu Es O Sol
3. Eu Sei…(Insp. No Salmo 139)
4. Querer Sonhar
5. I've Got a Song In My Heart
6. Minha Nega
7. Cabo Verde Na Coracao
8. Chuva De Verao
9. Nha Cretcheu (Meu Amor)
10. Breathe
11. E Mim
12. Minha Estrela Mae
13. Wake Up
14. No Teu Tempo
15. Wanoaiami
16. Voa Borboleta
17. Soul Magic

### DVD
1. Barquinho Da Esperança
2. Lisboa Kuya
3. Chuva De Verao
4. Balance
5. Guisa
6. Milagre
7. Planeta Sukri
8. Novidadi
9. Mi Ma Bo (Bo Ma Mi)
10. Bom Feeling
11. One Love
12. Nha Cretcheu (Meu Amor)
13. Balance Remix
14. De Nua (a Cappella With Ana Moura) Extra Dvd
15. 2005/2008 Extra Dvd
16. Pictures Extra Dvd